# حقوق الإنسان في شرق آسيا
يختلف وضع حقوق الإنسان في شرق آسيا بين دولة وأخرى في تلك المنطقة، بسبب الاختلافات الجوهرية في تاريخها وتوجهها السياسي، وبسبب تباين الأوضاع العامة أيضاً في كل دولة، قضايا مثل اللاجئين الفارين من تيمور الشرقية، وحوادث القتل في كمبوديا، وحرية التعبير في سنغافورة، ليست سوى نماذج عن الصراعات التي يشهدها ميدان حقوق الإنسان في دول شرق آسيا، حتى الآن لا يزال موضوع حقوق الإنسان في شرق آسيا موضوعاً شديد الأهمية والتعقيد.

## نظرة تاريخية

### قبل عام 1948
لفهم التاريخ المبكر لحقوق الإنسان في شرق آسيا لا بدَّ من تحديد هذا المفهوم بدقة، فبحسب الخبراء الأكاديميين يمكن القول إنَّ آسيا ككل ليس لها تاريخ مبكر في مجال حقوق الإنسان لأنَّ هذا المصطلح أنشأته الحضارة الغربية، هذه الحقوق مطبقة بشكلٍ واسع في المجتمعات الغربية، حيث تعتبر المساواة في المعاملة إحدى الحقوق الأساسية للمواطنين بغض النظر عن الحالة الاجتماعية والاقتصادية أو العلاقة مع الدولة، ومن الإنصاف القول إن معظم مواطني المجتمعات الغربية يعتبرون هذه الحقوق أمراً طبيعياً ويعتبرون أنفسهم مستحقين لها، في حين لا توجد مثل هذه التوقعات بين مواطني دول شرق آسيا، ويبدو أن الاختلاف الكبير بين الثقافتين ينبع من تركيز دول شرق آسيا على واجبات الفرد الأساسية أكثر من تركيزها على الحقوق، لأنَّ قيام الفرد بواجباته الأساسية هو الذي يؤدي لنهوض الدولة اجتماعياً واقتصادياً.

### من عام 1948 حتى الآن
أنجز الإعلان العالمي لحقوق الإنسان في الأمم المتحدة في 10 ديسمبر 1948، صيغ هذا الإعلان مباشرةً بعد الحرب العالمية الثانية، ويعتبر أول اعتراف عالمي رسمي بالحقوق التي يتمتع بها كل إنسان، عندما أنجز هذا الإعلان لأول مرة كانت الأمم المتحدة تتكون من 51 دولة عضو فقط، ولكن هذا العدد تزايد بشكل دراماتيكي بعد انتهاء عصر الاستعمار في أواخر الأربعينيات، فأصبحت الأمم المتحدة تتكون من 193 دولة، حصلت العديد من دول شرق آسيا المستعمرة على استقلالها رسمياً في تلك الفترة وانضمت إلى الأمم المتحدة، وبالتالي اعترفت بالإعلان العالمي لحقوق الإنسان وغيره من معاهدات حقوق الإنسان الدولية، ومع أنه لا توجد حتى الآن أي هيئة لحقوق الإنسان مسؤولة بشكلٍ خاص عن منطقة شرق آسيا، ولكن رابطة دول جنوب شرق آسيا (آسيان) أصدرت إعلاناً لحقوق الإنسان خاصاً بالرابطة في عام 2012.

### إعلان آسيان لحقوق الإنسان
تشير المواد الخمس الأولى من إعلان حقوق الإنسان لرابطة أمم جنوب شرق آسيا على وجه التحديد إلى حقوق الأفراد، وتركز بشكلٍ خاص على فكرة أن حقوق الإنسان تشمل وتحمي «النساء والأطفال والمسنين والمعوقين والعمال المهاجرين وجميع الفئات المستضعفة والمهمشة»، وتجدر الإشارة أيضاً إلى أن المادة العاشرة من هذا الإعلان تؤكد بشكل مباشر على بنود وقرارات الإعلان العالمي لحقوق الإنسان الصادر عن الأمم المتحدة.
اعتبر هذا الإعلان في البداية خطوة إيجابية، إلا أن لجنة آسيان لحقوق الإنسان تعرضت مؤخراً لانتقادات واسعة من منظمات حقوق الإنسان الدولية بسبب عدم اتخاذ إجراءات فعالة من قبل حكومات رابطة آسيان لتطبيق بنود هذا الإعلان، وقد قيل في هذا السياق إنَّ الإعلان صيغ دون وجود أي نوايا حقيقية لتنفيذه وتفعليه بشكل صحيح.

### اللجنة الآسيوية لحقوق الإنسان
تأسست اللجنة الآسيوية لحقوق الإنسان AHRC في عام 1984، وتعتبر إحدى المنظمات النشطة في مجال تعزيز حقوق الإنسان في جميع دول آسيا، وتكمن أهمية هذه المنظمة بشكلٍ خاص لأنها مستقلة تماماً عن أي حكومة، وتعمل بهدف وحيد هو تعزيز الوعي حول قضايا حقوق الإنسان في آسيا.
في إحدى إعلاناتها الهامة صرحت اللجنة الآسيوية لحقوق الإنسان بأن «العديد من الدول الآسيوية لديها ضمانات لحقوق الإنسان في دساتيرها، وكثير من هذه الدول صادقت على الاتفاقيات الدولية لحقوق الإنسان، ومع ذلك لا تزال هناك فجوة واسعة بين الحقوق المنصوص عليها في هذه الاتفاقيات والواقع المرير لحقوق الإنسان على أرض الواقع».

## الجدل حول حقوق الإنسان في آسيا

### الاتجار بالبشر
هناك زيادة ملحوظة في تجارة البشر في البلدان الآسيوية للأسف، ويبدو أن النساء والأطفال هم أكثر عرضة لأن يكونوا ضحايا هذه التجارة، وعادةً ما يتم الإتجار بهم بغرض استخدامهم في تجارة الجنس أو لاستغلالهم في الأعمال الأخرى، يعتبر الاتجار بالبشر انتهاكاً صارخاً لحقوق الإنسان، فالضحايا يُستغلون بخلاف إرادتهم، ويتعرضون لأذى نفسي وجسدي واجتماعي.
يُمثل الإتجار بالبشر مشكلة خطيرة في منطقة شرق آسيا، لا سيما في جنوب شرق آسيا، وهي واحدة من أكبر قضايا حقوق الإنسان في تلك المنطقة، حاول العديد من المواطنين والمسؤولين في شرق آسيا اتخاذ تدابير وإجراءت تهدف لمكافحة الإتجار بالبشر داخل بلدانهم من خلال زيادة التدابير الأمنية وفرض عقوبات أشد على المتاجرين، ولكن هذه المحاولات ما تزال متواضعة ولم تحقق نجاحاً هاماً حتى الآن، فقد أجريت دراسة عالمية عام 2014 أكدت أن حوالي ثلثي ضحايا الإتجار بالبشر في العالم كانوا من المنطقة الآسيوية.

### حقوق المرأة في آسيا
تعد اتفاقية القضاء على جميع أشكال التمييز ضد المرأة التي أقرتها الأمم المتحدة منذ أكثر من عشرين عاماً، أول وأوسع معاهدة دولية تتناول حقوق المرأة، وقد دلَّ البدء بتنفيذ هذه الاتفاقية من قبل الجمعية العامة للأمم المتحدة في عام 1979 على حدوث تقدم كبير في الاعتراف الدولي بقضية حقوق المرأة، ومع ذلك فالعديد من الدول الآسيوية سواء المتطورة منها أو تلك التي تصنف بين دول العالم الثالث ما زالت تنتهك باستمرار حقوق المرأة، من أهم هذه الانتهاكات الإتجار بالنساء والعنف ضد المرأة، ولا تزال بعض الدول الآسيوية التي اعترفت بالاتفاقية وصدقت عليها تتقاعس عن التصرف وفقاً لبنود الاتفاقية، ويبدو أن الجماعات التي تناضل لحماية حقوق النساء في شرق آسيا تواجه صعوبات كبيرة في معركتها ضد التمييز، ويرجع ذلك بشكل أساسي إلى نقص الوعي العام حول الاتفاقيات الدولية لحقوق المرأة، ولا تدرك الكثير من النساء الآسيويات الحماية المحتملة التي قد يوفرها لهنَّ القانون الدولي لحقوق الإنسان، ورغم التقدم الذي أحرز في مجال حقوق المرأة منذ عام 1979 ولكنَّ العديد من دول شرق آسيا لم ترقَ إلى المستوى المنصوص في اتفاقية حقوق المرأة الدولية.